# 吉岡範武
吉岡 範武（よしおか のりたけ、1899年10月15日 - 1969年7月15日）は、日本の外交官。初代駐カンボジア特命全権大使。

## 人物・経歴
熊本県熊本市出身。府立第四中学校（現東京都立戸山高等学校）、第三高等学校を経て、1923年東京帝国大学法学部政治学科卒業。1936年在中華民国大使館二等書記官。1940年外務省調査部第六課長。1945年在フランス大使館参事官。
同年から外務大臣官房儀典課長事務取扱を務め、帝国ホテルの犬丸徹三と相談し、連合国軍占領下の日本における連合軍将官宿舎の選定を進めた。
1946年終戦連絡京都事務局長。1948年京都連絡調整事務局長。1953年外務省参与。1954年駐カンボディア特命全権公使。1955年駐カンボディア特命全権大使。1959年駐ヴァチカン特命全権大使。1969年従三位勲二等旭日重光章、正三位。

## 親族
妻・田鶴子は青木梅三郎子爵（青木周蔵元外務大臣の養子）の長女。父は吉岡範策（元海軍中将）。原範行（原家に入りホテルニューグランド社長や日本ホテル協会会長を歴任）は二男。